# Stjepan III. Frankapan
Stjepan III. (II.) Frankapan Modruški (lat. Stephan de Frangepan, Stephanus de Frangepanibus) (?, potkraj 14. ili početkom 15. stoljeća - ?, nakon 1484.), hrvatski knez i hrvatsko-dalmatinski ban iz hrvatske velikaške obitelji Frankapan.

## Životopis
Rodio se u obitelji kneza Nikole IV. Frankapana i Blanke Sforza. Ne zna se mnogo o njegovu životu do očeve smrti 1432. godine, osim da je stupio u službu hrvatsko-ugarskog kralja Žigmunda i bio jedan od njegovih najuglednijih dvorjana koji ga je pratio na putovanjima po Europi. Poslije smrti Nikole IV., kralj Žigmund je 1. kolovoza 1432. godine potvrdio Stjepana III. i njegov brata Ivana VI. za hrvatsko-dalmatinske banove, a početkom 1434. godine potvrdio im je gradove koje je predao njihovom ocu. Iste godine je knez Ivan VI. prepustio bratu gradove Senj, Modruš i Bihać.
Godine 1436. austrijski nadvojvode Fridrik i Albert VI. imenovali su ga zemaljskim kapetanom za Kranjsku. Kada je njegov brat Ivan VI. zaratio 1436. godine protiv Žigmunda, Stjepan III. mu se nije pridružio te je zadržao naslov bana. Zbog oslonca na Habsburgovce, uspio je sačuvati svoje posjede i čak im pridodati Dubovac, imanje knezova Blagajskih, a dobio je 1443. godine i pravo kovanja novca.
Zajedno s nekim hrvatskim i ugarskim velikašima podupirao je dolazak Alfonsa V. Aragonskog na hrvatsko-ugarsko prijestolje, a kada je 1446. godine pobijedila stranka Janoša Hunjadija, pristupio joj je, zbog čega je izgubio podršku Fridrika III., a s njom i Kranjsku. Međutim, od 1453. godine ponovno je u milosti Fridrika III. koji ga je iznova imenovao kapetanom Kranjske.
Sudjelovao je u izboru Matijaša Korvina za hrvatsko-ugarskog kralja 1458. godine te je 1463. godine ponovno imenovan hrvatsko-dalmatinskim banom. Nakon pada Bosne sudjelovao je u Korvinovom pohodu protiv Osmanlija 1463. – 1464. godine. Nakon 1464. godine više ne nosi naslov bana te se opet pridružio njemačkom caru Fridriku III. zbog čega mu je Matija Korvin oduzeo grad Senj, 1469. godine.

### Obitelj
Stjepan III. (II.) oženio se 1446. godine Ižotom (Elizbetom) d'Este, kćerkom markgrofa Nikole III. d'Este, gospodara Ferrare, Modene i Reggia. S njom je imao sina Bernardina Frankopana Ozaljskog.